# Rafael Kalinić
Rafael Kalinić (Prugovo kraj Splita, 6. studenog 1910. – Sinj, 24. rujna 1943.) - hrvatski katolički svećenik, franjevac, mučenik
Rodio se je u siromašnoj obitelji u Prugovu. Zaredio se za svećenika franjevačkog reda. Bio je profesor na gimnaziji i redovnik u franjevačkom samostanu u Sinju. Odlikovao se velikom pobožnošću. Još za života u Sinju i okolici smatrali su ga svecem. Bio je točan u svojim dužnostima, mirne i blage naravi, puno je molio i proveo vremena pred Presvetim oltarskim sakramentom. Imao je krjepostan život od rođenja do smrti. Za vrijeme Drugog svjetskog rata, vodile su se u tom kraju borbe između partizana i nacista. U samostan je došla vijest, da je ranjenik partizan Stipe Čarić na samrti i traži bolesničko pomazanje. Fra Rafael se dobrovoljno javio i otišao u zaselak Čarići. Nacisti ga nisu odmah pustili. Otišao je u obližnju kapelicu Srca Isusova i ponovno se nakon pola sata vratio do nacista, koji su ga ovaj put pustili, da dođe do ranjenika. Nakon što je pomogao, vraćao se u Sinj. Putem je kod Malbašinih kuća, vidio kako nacisti maltretiraju ljude i pale im kuće. Stao je u njihovu obranu, a nacistički časnik uzeo je fra Rafaelu svete predmete, koje je imao sa sobom te ih je bacio, a fra Rafaela je bacio u zapaljenu kuću, gdje je živ izgorio. 
Pokrenut je postupak sakupljanja dokumentacije o fra Rafaelu Kaliniću, da bi ga se proglasilo blaženim i svetim. Sačuvani su njegovi rukopisi. Postupak vodi fra Petar Bezina, rodom iz Prugova. Svećenik je samostana Gospe od zdravlja u Splitu. Jednom godišnje, objavljuje se glasilo „Fra Rafo Kalinić, žrtva svog svećeništva”.

## Vanjske poveznice
- Kulturno društvo Trilj-Košute[neaktivna poveznica] 24. rujna 1943., Zločin ima i lice i ime
- Izdanja Franjevačke provincije Presvetog Otkupitelja
- Radio Dalmacija  Arhivirana inačica izvorne stranice od 1. svibnja 2008. (Wayback Machine) Zadušnica za pobijene fratre